# Садовый (Руднянский район)
Садовый — посёлок в Руднянском районе Волгоградской области, в составе Руднянского городского поселения.
Население — 231 (2010).

## История
Включен в справочник административно-территориального деления Волгоградской области решением исполнительного комитета Волгоградского областного совета народных депутатов от 23 сентября 1987 года № 21 /421 «О внесении исправлений в справочник административно-территориального деления Волгоградской области»

## География
Посёлок находится в степной местности, на левом берегу реки Щелкан, у развилки автодорог Рудня — Жирновск и Рудня — Лемешкино. Село расположено в пределах возвышенности Медведицкие яры. Рельеф местности холмисто-равнинный. В окрестностях — пойменные леса. Почвы — чернозёмы южные. Высота центра населённого пункта — около 115 метров над уровнем моря.
Расстояние до областного центра города Волгограда составляет 310 км, до районного центра посёлка Рудня — 8,8 км. Ближайшее село Подкуйково расположено в 2,8 км к северу на противоположном берегу реки Щелкан.
Часовой пояс
Садовый, как и вся Волгоградская область, находится в часовой зоне МСК (московское время). Смещение применяемого времени относительно UTC составляет +3:00.

## Население
| 2002 |
| ---- |
| 243  |

| 2010 |
| ---- |
| 231  |